# (...)
(...) er en dansk eksperimentalfilm fra 2010 instrueret af Alaya Stoffer Hjorth.

## Handling
Manden bor alene. Billeder af kvinden dukker op på væggen og grammofonen spiller musik fra da de mødte hinanden. Manden danser rundt i kvindens kjole og lever i deres fældes historie. Det banker på døren men han lukker ikke op. Selvom vinduerne er tildækkede, gemmer han sig under bordet. Han ved at åbner han døren, stopper musikken.

## Medvirkende
- Margit Szlavik, Gammel kvinde
- Alaya Stoffer Hjorth, Ung kvinde
- Margit Watt-Boolsen, Sygeplejerske